# Никобарски острови
Никобарските острови (на английски: Nicobar Islands, на хинди: निकोबार द्वीप समूह) са архипелаг в източната част на Индийския океан.
Намират се в Югоизточна Азия, на около 150 km северно от региона Ачех на Суматра и са отделени от Тайланд на изток чрез Андаманско море. Разположени на 1300 km югоизточно от Индийския субконтинент в Бенгалския залив, те са част от съюзната територия Андамански и Никобарски острови на Индия.
Островът Голям Никобар е част от Световната мрежа на биосферните резервати на ЮНЕСКО.

## География и население
Никобарските острови покриват площ от 1841 km2 и имат население от 36 844 души към 2011 г. Архипелагът се разделя на три основни групи:
Северна група
- Кар Никобар
- Батимали

Централна група
- Чаура
- Тереса
- Бомпука
- Катчал
- Каморта
- Нанкаури
- Тринкет
- Лаоук
- Тилангчонг

Южна група
- Голям Никобар
- Малък Никобар
- Кондул
- Пуло Мило
- Мерое

Точката Индира (6°45′22.96″ с. ш. 93°49′39.95″ и. д. / 6.756378° с. ш. 93.827765° и. д.) е най-южната точка на остров Голям Никобар и на цяла Индия.

## Природа
Никобарските острови са част от голяма островна дъга, създадена от сблъскването на Индо-Австралийската плоча с Евразия. Сблъскването повдига Хималаите и повечето от индонезийските острови и създава дълга дъга от възвишения и острови, сред които Аракан Йома в Мианмар, Андаманските и Никобарските острови и островите близо до западния бряг на Суматра,

### Екология
Климатът е топъл и тропически, с температури вариращи от 22° до 33 °C. Валежите са големи по време на годишните мусони и достигат 3000 – 3800 mm на година. Растителността на Никобарските острови обикновено се дели на крайбрежни мангрови гори и вътрешни вечнозелени широколистни тропически влажни гори. На няколко острова се наблюдават и тревисти площи във вътрешността, но за тях се смята, че са резултат от човешка дейност.
Никобарските острови се смятат за отделен екорегион, Никобарски влажни гори, с много ендемични видове.
Вследствие от ниското морско равнище през ледниковите епохи, Андаманските острови са свързани с Азия, но за Никобарските острови се смята, че не са имали връзка с континента. Ниското морско равнище обаче свързва островите помежду им – Голям и Малък Никобар са били свързани, а други по-малки острови също са били свързани помежду си.

## История

### Праистория
Смята се, че Никобарските острови са били обитавани в продължение на хиляди години. Шест туземни никобарски езика се говорят на островите и са част от австроазиатското езиково семейство. Коренен народ, живеещ на южния край на Голям Никобар, наричан шомпени е възможно да е с мезолитен южноазиатски произход.
Най-ранното споменаване на Никобарските острови е в будистки хроники на пали от Шри Ланка (ок. 3 век). Там те са споменати като Нагадипа (Naggadipa), което ще рече „остров на децата“. Марко Поло нарича островите Некуверан (Necuverann).

### Колониален период
Историята на организираната европейска колонизация на островите започва с Датската източноиндийска компания през 1754 – 1756 г. По това време са администрирани под името Frederiksøerne от Транкебар в континентална Датска Индия. Мисионери от Моравската църква в Транкебар опитват да създадат поселение на остров Нанкаури, но измират масово от болести. Островите са напуснати, поради избухвания на малария, през 1784 – 1807 г., 1830 – 1834 г. и за постоянно през 1848 г. Между 1778 и 1783 г. е направен опит за основаване на австрийска колония на островите след погрешно разбиране, че Дания-Норвегия вече няма претенции към островите.
Италия прави опит да закупи Никобарските острови от Дания между 1864 и 1868 г. Италианският министър на селското стопанство и търговията по това време, Луиджи Торели, започва преговори, които изглеждат обещаващи, но се провалят, поради неочаквания край на службата му. Преговорите спират и никога не са възобновени повече.
Датското присъствие на острови формално приключва на 16 октомври 1868 г., когато правата над Никобарските острови са продадени на Великобритания, която през 1869 г. ги прави част от Британска Индия.

### Втора световна война
През Втората световна война островите са окупирани от Япония в периода 1942 – 1945 г. След капитулацията на Япония островите са превзети от Индия. Заедно с Андаманските острови става съюзна територия на Индия през 1950 г.